# Дуби княгині Ольги
Дуби́ княги́ні О́льги — ботанічна пам'ятка природи місцевого значення в Україні. Розташована на території Пірнівської сільської громади Вишгородського району Київської області, біля південної околиці села Новосілки (в урочищі «Лужок»).
Площа 0,05 га. Статус присвоєно рішенням Київської обласної ради від 21 червня 2012 року. № 365-19-VI.Землекористувачем є Новосілківська сільська рада.
Пам'ятка природи являє собою 7 дубів, віком понад 400 років, заввишки понад 20 м. На висоті 1,3 м перший дуб має охоплення 5,7 м і зростає на захисній дамбі. На південь від нього зростають ще 5 дубів, що мають в охопленні 3,3 м, 4,5 м, 4,34 м, 2,86 м. Сьомий дуб зростає на південний захід від цієї групи дубів на відстані приблизно 150 м та має в охопленні 4 м. Ці дерева мають велику меморіальну та естетичну цінність.
«Дуби княгині Ольги» — це лише поетична назва, адже вони були посаджені на декілька століть пізніше Ольжиного часу. Назва ця перегукується з історичним минулим села, де в дохристиянські часи ріс священний ліс, дубам у якому поклонялися язичники, що жили у цих краях. Місцевість, де ростуть ці дуби, називається Микільська пустинь. Тут до 1930 року існував храм, це була територія Микільського Пустинного Задеснянського монастиря, який підпорядковувався Софії Київській. Тут проживали ченці, і за віком дерев можна припустити, що саме вони посадили ці дуби і доглядали за ними.
У період з 06-20.05.2020 року під час буревію один з дубів (четвертий), що мав пошкодження стовбура, завалився.